# Dunganische Sprache

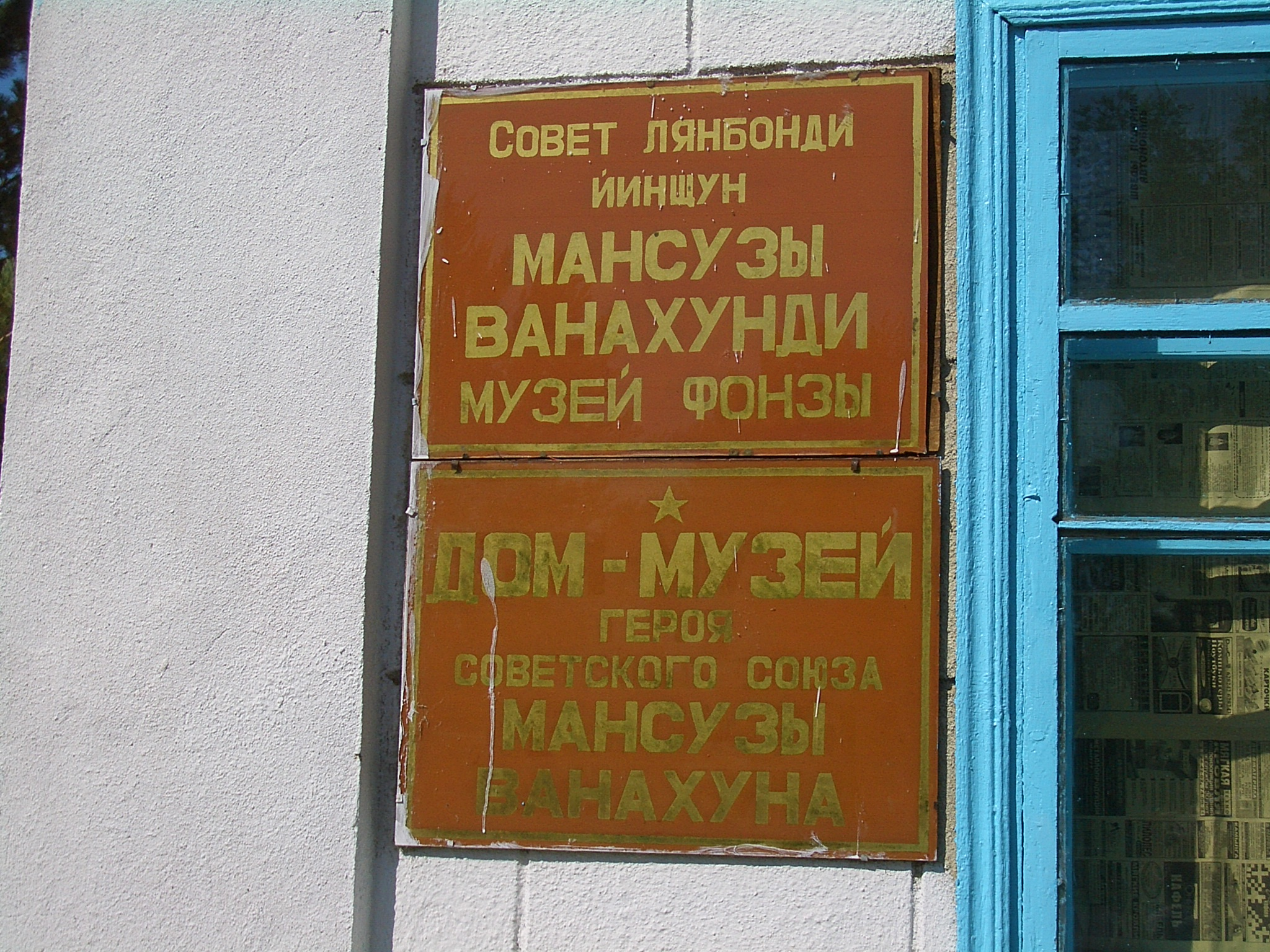
Zweisprachiges Schild auf Dunganisch und Russisch an einem Museum in Miljanfan, Kirgisistan

Die dunganische Sprache (dunganisch: Хуэйзў йүян/Huejzw jyian; Aussprache [Hɤuɛjtsu jyiɑn]; chinesisch 東干語 / 东干语, Pinyin Dōnggān yǔ; russisch дунганский язык dunganskij jazyk) ist eine sinitische Sprache, die von den Dunganen gesprochen wird, einer in Zentralasien lebenden, den Hui-Chinesen nahestehenden ethnischen Gruppe.
Dunganisch und Hochchinesisch sind größtenteils gegenseitig verständlich. Dass diese chinesische Sprache mit kyrillischen Buchstaben geschrieben wird, stellt einen einzigartigen Sonderfall dar.

## Verbreitung
Dunganisch wird hauptsächlich in Kirgisistan gesprochen, mit Sprechern in Kasachstan, Usbekistan und auch in Russland. Die ethnische Gruppe der Dunganen sind die Nachfahren der Flüchtlinge aus China, die infolge der Dunganenaufstände um 1870 westwärts nach Zentralasien zogen. Sie wird im Schulunterricht verwendet. In der Sowjetzeit gab es verschiedene Textbücher in den Schulen, die für den Unterricht der dunganischen Sprache veröffentlicht wurden, ein dreibändiges Russisch-Dunganisches Wörterbuch (14.000 Wörter), das Dunganisch-Russische Wörterbuch, philologische Monographien über die Sprache und Bücher auf dunganisch. Die erste Zeitung in dunganischer Sprache, die Hueyimin bo, wurde 1932 gegründet, sie erscheint noch heute monatlich.
Nach der Statistik des sowjetischen Zensus der Jahre von 1970 bis 1989 behielten die Dunganen die Verwendung ihrer eigenen Sprache viel erfolgreicher bei, als andere Minoritäten ethnischer Gruppen in Zentralasien. Nach dem Zerfall der Sowjetunion scheint der Anteil der dunganischen Muttersprachler stark gesunken zu sein, genauere Studien hierzu gibt es jedoch nicht.
| Jahr | Dunganisch L1   | Russisch L2     | Dunganische Gesamtpopulation | Quelle              |
| ---- | --------------- | --------------- | ---------------------------- | ------------------- |
| 1970 | 36,445 (94,3 %) | 18,566 (48,0 %) | 38,644                       | Sowjetischer Zensus |
| 1979 | 49,020 (94,8 %) | 32,429 (62,7 %) | 51,694                       | Sowjetischer Zensus |
| 1989 | 65,698 (94,8 %) | 49,075 (70,8 %) | 69,323                       | Sowjetischer Zensus |
| 2001 | 41,400 (41,4 %) | N/A             | 100,000                      | Ethnologue          |

## Phonologie und Vokabular
In ihrer Grundstruktur und ihrem Vokabular ist die dunganische Sprache nicht sehr vom Mandarin-Chinesischen verschieden, speziell dem in den Provinzen Shaanxi und Gansu gesprochenen Mandarin-Dialekt. Wie auch andere chinesische Sprachen ist das Dunganische eine Tonsprache. Es gibt zwei Hauptdialekte, einer mit vier Tönen, und der andere, der als Standardaussprache angesehen wird, mit nur drei Tönen.
Die Basilekte des Gansu/Shaanxi-Mandarin und Dunganischen sind größtenteils untereinander verständlich. Chinesische Journalisten, die mit einem dieser Mandarindialekte vertraut sind, berichteten, dass sie sich verständlich machen konnten, wenn sie mit dunganischen Sprechern kommunizierten. Auf der Ebene des Grundwortschatzes enthält das Dunganische viele Wörter, die in den modernen Mandarin-Dialekten nicht vorkommen, wie z. B. arabische und persische Lehnwörter sowie veraltete Ausdrücke aus dem chinesischen Vokabular aus der Zeit der Qing-Dynastie. Überdies haben die Akrolekte des Dunganischen und des Gansu/Shaanxi-Mandarin sich mit der Zeit und unter äußerlichen Einflüssen signifikant auseinanderentwickelt. Im Laufe des 20. Jahrhunderts führten Übersetzer und Intellektuelle viele Neologismen und Lehnübersetzungen in die chinesische Sprache ein, insbesondere in den Bereichen der Politik und Technik. Das von der Hauptströmung des chinesischen Diskurses durch orthographische Barrieren abgeschnittene Dunganische entlehnte die Wörter für dieselben Bereiche aus dem Russischen, mit dem es durch Verwaltung und Studium in Kontakt kam. Als Resultat dieser Entlehnungen sind die äquivalenten standardchinesischen Bezeichnungen bei den Dunganen in weiten Kreisen unbekannt oder können von ihnen nicht verstanden werden.

## Schriftsystem
Das moderne dunganische Alphabet, mit IPA und lateinischer Transkription
| Buchstabe | IPA      | Transkription |
| --------- | -------- | ------------- |
| А/а       | a, ɑ     | a             |
| Б/б       | p        | b             |
| В/в       | v        | v             |
| Г/г       | k        | g             |
| Д/д       | d        | d             |
| Е/е       | iɛ       | (y)e          |
| Ё/ё       | iɔ       | yo            |
| Ж/ж       | ʐ        | zh, rzh       |
| Җ/җ       | tʂ, tɕ   | zh            |
| З/з       | ts       | z             |
| И/и       | i, ei    | i             |
| Й/й       | j        | (y)u, (y)i    |
| К/к       | kʰ       | k             |
| Л/л       | l        | l             |
| М/м       | m        | m             |
| Н/н       | n        | n             |
| Ң/ң       | ɳ        | ng            |
| Ә/ә       |          | eh            |
| О/о*      | ɔ        | o             |
| П/п       | pʰ       | p             |
| Р/р       | ɚ, r     | r             |
| С/с       | s        | s             |
| Т/т       | tʰ       | t             |
| У/у       | ɤu, u    | u             |
| Ў/ў       | u        | wu            |
| Ү/ү       | y        | (y)u          |
| Ф/ф       | f        | f             |
| Х/х       | x        | kh            |
| Ц/ц       | tsʰ      | ts            |
| Ч/ч       | tʂʰ, tɕʰ | ch            |
| Ш/ш       | ʂ        | sh            |
| Щ/щ       | ɕ        | shch, hs      |
| Ъ/ъ*      | –        | “             |
| Ы/ы       | ɪ, ɭɘ    | `i            |
| Ь/ь*      | –        | `             |
| Э/э       | ɛ        | e(i)          |
| Ю/ю       | iɤu      | yu            |
| Я/я       | ia, iɑ   | ya            |

*Die Buchstaben О, Ъ und Ь werden nur in russischen Lehnwörtern verwendet.
Dunganisch ist die einzige Varietät der chinesischen Sprachen, die normalerweise nicht mit chinesischen Schriftzeichen geschrieben wird. Ursprünglich schrieben die Dunganen, die muslimische Nachfahren der Hui sind, ihre Sprache in einem auf dem arabischen Alphabet basierenden System, das unter dem Namen Xiao’erjing bekannt ist. Die Sowjetunion verbot alle arabischen Schriften in den späten 1920er Jahren, was zu einer lateinischen Orthographie führte. Die lateinische Orthographie bestand bis 1940, als die sowjetische Regierung das jetzige auf dem kyrillischen Alphabet basierende System verbreitete. Das Xiao'erjing ist heute bei den Dunganen praktisch ausgestorben, ist aber in einigen Hui-Gemeinschaften in China in begrenztem Gebrauch geblieben.
Das Schriftsystem basiert auf dem Standard-Dialekt mit drei Tönen. Tonzeichen oder Tonnummerierungen kommen in zu gewöhnlichen Zwecken dienender Schrift nicht vor, werden aber in Wörterbüchern spezifiziert, sogar für Lehnwörter.